# Luísa Sonza
Luísa Gerloff Sonza (Tuparendi, Brasil, 18 de juliol de 1998) és una cantant pop, compositora i actriu brasilera. La seva carrera musical va començar el 2014 al canal YouTube en el qual interpretava cançons famoses. La seva notorietat anà creixent a poc a poc i, més de tres anys després, va signar un contracte amb Universal Music Brasil, que li va permetre d'enregistrar el seu primer àlbum d'estudi, Pandora, que va sortir el 2019.
L'any anterior s'havia casat amb el youtuber, actor i còmic Whindersson Nunes però el matrimoni només durà dos anys, acabant-se el 2020. Més enllà de la fama que té a Brasil gràcies als seus nombrosos èxits, el 2020 Luísa Sonza es va fer conèixer a diversos països de llengua espanyola com ara a Mèxic, on la cançó "Friend de Semana" (2020), interpretada juntament amb la mexicana Danna Paola i la catalana Aitana a va assolir el 16è lloc de les llistes musicals del país.

## Biografia

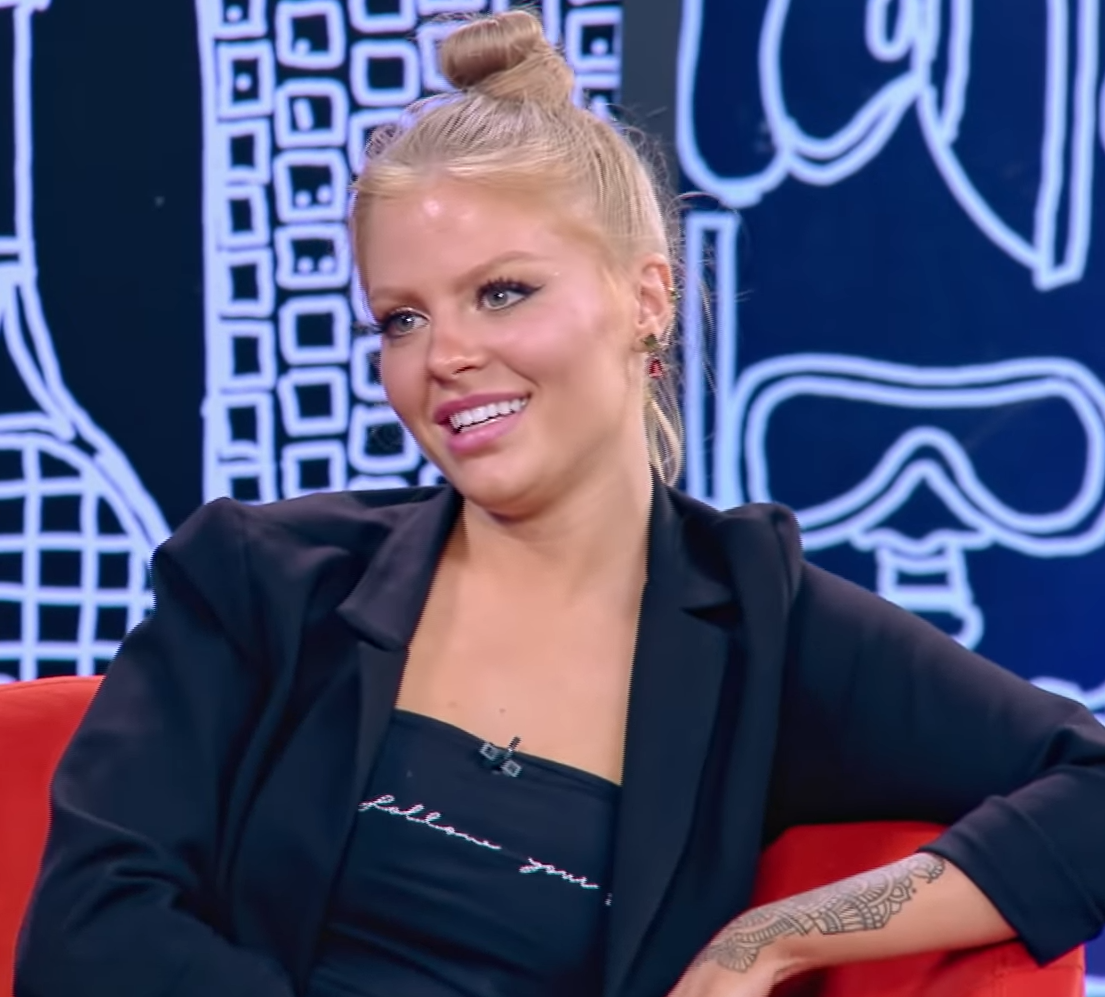
Luísa Sonza al maig del 2019

### Joventut
Luísa Sonza nasqué el 18 de juliol de 1998 a Tuparendi, un municipi de l'estat de Rio Grande do Sul, al si d'una família de classe mitjana. La seva mare, Eliane Sonza, nascuda Gerloff, era professora d'educació física i el seu pare, Cezar Luiz Sonza, és propietari agrícola. L'artista té orígens italians del costat patern i alemanys per part materna. Va començar a cantar en un centre comunitari de folklore gautxo a la seva ciutat natal quan tenia set anys. La contractà com a cantant infantil el grup de música Sol Maior i es va quedar amb ells durant 10 anys. Va arribar a fer fins a 24 concerts cada mes amb el grup, amb aproximadament 5.000 assistents cada vegada.
Es va revelar a tot el país el 2014, després de crear un canal a YouTube versionant-hi cançons famoses. Arran de la seva popularitat rebé el nom de "La reina de les cançons versionades" (en portuguès: Rainha dos Covers). Al febrer del 2016 va començar a estudiar dret a la Universitat Franciscana però va renunciar al cap d'un semestre, preferint dedicar-se plenament a la carrera musical.

### Debut professional
L'any següent, durant el mes de maig, Sonza signà amb la discogràfica Universal Music i va estrenar la seva primera cançó de creació pròpia, titulada "Good Vibes". Al juliol, va traure el seu segon single, "Olhos Castanhos", una cançó escrita per al seu company sentimental, Whindersson Nunes amb qui es va casar el 2018.
Al gener de 2018, Luísa va llançar el senzill "Rebolar", cançó que forma part del seu primer EP. El videoclip de "Rebolar" va ocupar el primer lloc en les tendències de YouTube Brasil. Al juny, Luísa va fer una aparició especial en un episodi de la sèrie Dra. Darci, interpretant Julinha. Al juliol, Luísa va llançar el senzill "Devagarinho", la seva primera cançó en ingressar al top 50 de Spotify Brasil. A l'octubre va rebre l'encàrrec de compondre la cançó "Nunca Foi Sorte" per a la banda sonora de la telenovel·la O Sétimo Guardião, sèrie on també va tenir un petit cameo. Al novembre, va llançar el senzill " Boa Menina", que mesos després guanyaria una nova versió en estil forró. Al març de 2019, va llançar el senzill "Pior Que Possa Imaginar".
Al juny de 2019, Luísa va llançar finalment el seu àlbum debut, Pandora, amb els senzills "Worst That Can Imagine", "Doing So" amb la cantant Gaab i "Croup" amb la cantant i drag queen Pabllo Vittar. Al març de 2020, va llançar el senzill titulat "Braba". El disc va venir acompanyat de la respectiva gira promocional, el Pandora Tour.

### Col·laboracions i nou disc
L'any 2020 va venir farcit de col·laboracions amb artistes brasilers (Dilsinho, Vitão, MC Zaac, Lexa, Xamã o Léo Santana) i també el seu remarcable èxit "Friend de semana" amb Danna Paola i Aitana.
El desembre de 2020 va llançar el primer senzill del seu futur nou treball. Pabllo Vittar i Anitta van acompanyar a la gautxa en "Modo Turbo". El degoteig de cançons va continuar fins que Doce 22 va arribar a les botigues el 18 de juliol de 2021, coincidint amb el 23è aniversari de la cantant. La cadena de televisió per cable Multishow, del Grupo Globo, va emetre Prazer, Luíza, un especial de 5 programes on Sonza va presentar l'àlbum acompanyada d'altres cantants, com Lulu Santos o Jão.
Per l'any 2023, Luísa Sonza va anunciar que tenia previst enregistrar un nou àlbum -produït per Sony Music- i també un documental, que seria exhibit a Netflix.

## Discografia
- Pandora (2019)
- Doce 22 (2021)

### Gires
- Pandora Tour (2019–20)
- O Conto dos Dois Mundos (2022)

## Filmografia

### Televisió
| Any  | Títol              | Personatge   | Notes                                       | Ref.   |
| ---- | ------------------ | ------------ | ------------------------------------------- | ------ |
| 2018 | Dra. Darci         | Julinha      | Episodi: "Menina Gênio"                     | [ 21 ] |
| 2019 | Os Roni            | Rosinha      | Episodi: "O Show Tem Que Continuar"         | [ 22 ] |
| 2019 | Dança dos Famosos  | Participant  | Temporada 16                                | [ 23 ] |
| 2020 | Amor de Mãe        | Mel          | Episodis: "29 de gener-2 de febrer de 2020" | [ 24 ] |
| 2022 | Queen Stars Brasil | Presentadora |                                             | [ 25 ] |

## Premis i nominacions

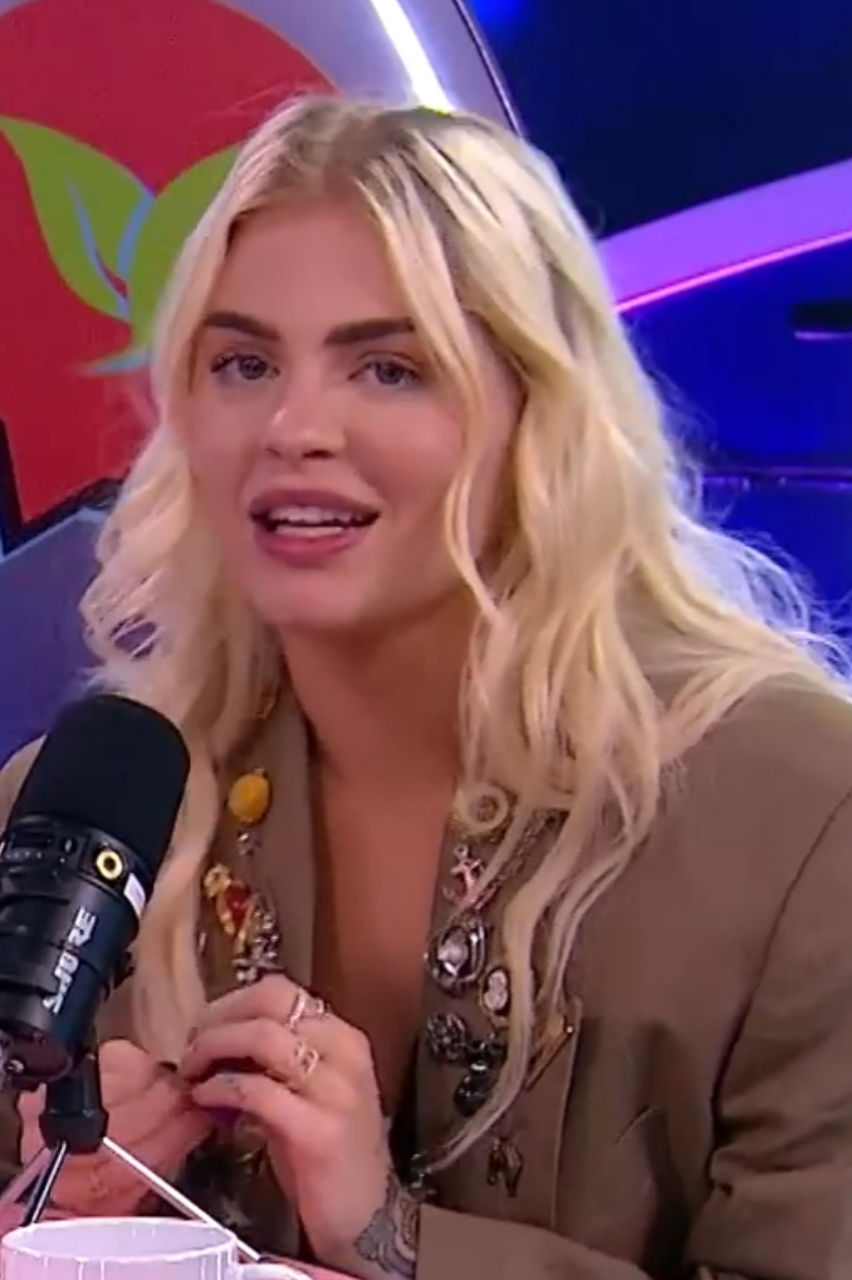
Luísa Sonza al setembre del 2022

| Any  | Premi                                 | Categoria                       | Nominació                          | Resultat   | Ref.   |
| ---- | ------------------------------------- | ------------------------------- | ---------------------------------- | ---------- | ------ |
| 2017 | Prêmio Multishow de Música Brasileira | Millor cançó versionada del web | Luisa Sonza                        | Guanyadora | [ 26 ] |
| 2017 | Meus Prêmios Nick                     | Canal de música favorit         | Luisa Sonza                        | Nominada   | [ 27 ] |
| 2018 | MTV Millennial Awards Brasil          | Selfie de l'Any                 | Cocielo, Whindersson, Tata i Luísa | Guanyadora |        |
| 2018 | Meus Prêmios Nick                     | Ship de l'Any                   | Whindersson i Luísa                | Nominada   |        |
| 2018 | Prêmio Jovem Brasileiro               | Cançons versionades             | Luísa Sonza                        | Nominada   |        |
| 2018 | WME Awards                            | Revelació de l'Any              | Luísa Sonza                        | Guanyadora |        |
| 2018 | Prêmio Contigo! Online                | Revelació Musical               | Luísa Sonza                        | Guanyadora |        |
| 2019 | WME Awards                            | Millor Música Popular           | "Boa Menina"                       | Guanyadora |        |
| 2019 | WME Awards                            | Millor Vídeoclip                | "Garupa"                           | Nominada   |        |
| 2019 | MTV Millennial Awards Brasil          | Revelació Musical               | Luísa Sonza                        | Guanyadora |        |
| 2019 | Prêmio Geração Glamour                | Revelació cantant               | Luísa Sonza                        | Guanyadora |        |
| 2019 | Prêmio Jovem Brasileiro               | Milhor Cantant                  | Luísa Sonza                        | Nominada   |        |